# Tatort: Abgründe
Abgründe ist ein Fernsehfilm aus der Krimireihe Tatort, der am 2. März 2014 im Ersten zum ersten Mal gesendet wurde. Es ist die 902. Folge der Reihe, der 32. Fall des österreichischen Ermittlers Moritz Eisner und der achte Fall des Ermittlerteams Eisner/Fellner.

## Handlung
Bei Abrissarbeiten wird im Keller eines Hauses eine Leiche gefunden. Eisner und Fellner werden zum Fundort gerufen und müssen schockiert feststellen, dass es sich um die Kollegin und Ermittlerin Franziska Kohl handelt. Sie war die frühere Leiterin der „Soko Melanie“ und ist offensichtlich in dem Kellerraum verdurstet, aus dem sie nicht fliehen konnte. Als die Ermittler sich bei der Rechtsmedizinerin nach ersten Ergebnissen erkundigen wollen, müssen sie feststellen, dass ihr Vorgesetzter Rauter den Tod als Unfall eingestuft hat und keine Obduktion angeordnet wurde. Angeblich ist der Fall abgeschlossen, an dem Franziska gearbeitet hatte. Somit ermitteln Eisner und Fellner gegen den Widerstand ihres Vorgesetzten. Einen unerwarteten Hinweis bekommen sie von Fritz Kohl, dem Ex-Ehemann von Franziska. Er übergibt ihnen ihr Notizbuch, das sie ihm vor ihrem Tod anvertraut hatte.
Die Ermittler lassen sich die Ermittlungsakten des Falles geben, an dem Franziska Kohl gearbeitet hatte. Dabei handelte es sich um Melanie Pölzl, ein Mädchen, das fünf Jahre in den Kellerräumen gefangen gehalten wurde, in denen Franziska gestorben ist. Da der Hauptverdächtige Podowsky seinerzeit zu Tode kam, galt der Fall als abgeschlossen. Bei der Durchsicht der Unterlagen müssen sie feststellen, dass die Akten fehlerhaft und unvollständig sind. Dennoch stoßen sie immer wieder auf Hinweise zu dem Ermittler Markus Frey. Fellner versucht von diesem weitere Details zu dem Fall zu erfahren. Dieser gibt an, dass Franziska davon überzeugt war, dass es sich bei dem Entführungsfall nicht um einen Einzeltäter gehandelt hat, sondern dass ein ganzer Kinder-Pornoring dahintersteckte. Dafür gab es nach Freys Meinung jedoch keinerlei Indizien. Die Befragung von Melanies Mutter bestärkt die Ermittler allerdings in der Annahme, dass es Hintermänner zu der Entführung gab. Für sie ist sicher, dass sowohl Frey als auch der Bauunternehmer Werner Nussbacher mit in den Fall verwickelt sind. 
Um dafür Beweise zu finden, sehen sich die beiden Ermittler in Franziskas Haus um. Dort findet Eisner einen Umschlag, kann sich aber nicht gleich um den Inhalt kümmern, denn er erhält einen Anruf, wonach seine Tochter Claudia in einen Autounfall verwickelt wurde und nun im Krankenhaus liegt. Eisner fährt umgehend zu ihr und trifft in der Klinik Sektionschef Rauter, der einräumt, dass auch er inzwischen Frey für verdächtig hält. Rauter teilt mit, dass sie  ungebremst auf einen anderen Wagen aufgefahren sei, offenbar seien die Bremsen manipuliert worden. Damit ist für Eisner klar, dass der Unfall ein Anschlag auf ihn gewesen ist, da Claudia seinen Wagen benutzt hatte. Er fährt umgehend zu Frey ins Präsidium, fällt über ihn her, schlägt ihm ein blaues Auge und bedroht ihn, woraufhin Rauter ihn vom Dienst suspendiert. Solidarisch gibt Fellner daraufhin ebenfalls Dienstausweis und die Waffe ab und verlässt mit ihrem Kollegen das Präsidium. Unbeirrt verfolgen beide die Spur zu einem Projekt für sozial schwache Kinder, bei dem Frey engagiert ist. Einer der Hauptsponsoren ist die Familie von Fichtenberg. Für Fellner ist klar, dass der Hausherr Paul von Fichtenberg, ein autoritärer Offizier a. D., in die Angelegenheit involviert ist.
Um den Ort für die kriminellen Geschäfte mit Kindern aufzuspüren, untersuchen Eisner und Fellner die Immobilien, die von Nussbacher und Podowsky aufwendig saniert wurden. Sie werden schnell fündig und gelangen in ein Haus, in dem offensichtlich noch vor kurzem ein Kind untergebracht war, aber inzwischen von den Entführern weggebracht wurde. Eisner entdeckt eine Überwachungsanlage, über die offensichtlich Nussbacher Aufnahmen gemacht hatte und so die Schuldigen erpressen konnte, damit er selber nicht belangt wird.
Um Nussbacher aus der Reserve zu locken, schießt Eisner heimlich auf sein Haus. So nimmt Nussbacher an, dass Paul von Fichtenberg ihn aus dem Weg räumen will, und verrät den Ermittlern so ungewollt das Versteck der Kinder. Als sie dort ankommen, finden sie zunächst Frey erschossen vor. Nussbacher hält sich im Haus versteckt, verbrennt Beweise und flieht später. Fellner kann ein eingesperrtes Mädchen aufspüren und retten. Nussbacher ist weiter auf der Flucht, wird aber kurz darauf Opfer eines Autounfalls. Jemand hat ihn frontal überfahren. Für Eisner ist klar, dass hier Paul von Fichtenberg der Verursacher ist. Er fährt zu dessen Villa und konfrontiert ihn mit einem Videoband, das er angeblich bei Nussbacher gefunden hat. Er bietet ihm an, die Kassette seiner Frau und dem Staatsanwalt zu zeigen oder aber die Angelegenheit wie ein richtiger Offizier zu regeln, woraufhin dieser zu seiner Pistole greift und sich zurückzieht.

## Rezeption

### Kritiken
„Die Handlung – die, zugegeben, kleine Hänger aufweist – erschließt sich fast ausschließlich über unterschiedliche Formen des Gesprächs. Oder was man in Wien so Gespräch nennt. Aggressive Attacken auf Kollegen, zynische Kommentare, verächtliche Anklagen, die das angegriffene Gegenüber aus der Reserve locken – dieser 'Tatort' ist großes Sprechtheater. Oder besser: formvollendete Verbal-Action.“

„Das Herausragende am Wiener Tatort sind die Ermittler. Ihr Miteinander wird intensiv und vollkommen kitschfrei vorgeführt. Da macht es nichts, dass die Geschichte dabei nicht so besonders ist.“

„„Abgründe“, der achte gemeinsame Einsatz von Eisner und Fellner, ist wieder ein richtig guter „Tatort“. Hier sind zwei mit Charakter unterwegs, keine Marionetten von Autor & Regisseur – Krassnitzer und Neuhauser hauchen ihnen Leben ein, da kann noch so viel Genre drin sein, diese beiden wirken „echt“. […].“

### Einschaltquote
Die Erstausstrahlung von Abgründe am 2. März 2014 wurde in Deutschland von 9,15 Millionen Zuschauern gesehen und erreichte einen Marktanteil von 25,5 % für Das Erste.

## Hintergrund
Der Film wurde an 23 Drehtagen vom 16. Januar 2013 bis zum 13. Februar 2013 im tief verschneiten Wien und Niederösterreich gedreht.
Der Fall der Melanie Pölzl ist an die Entführung von Natascha Kampusch angelehnt, die 2006 zu Ende ging. Beide wurden auf der Straße mit einem Auto entführt. Von einem kindlichen Zeugen werden einmal zwei Entführer beschrieben, letztendlich soll es nur einer gewesen sein. Sie werden in einem extra gebauten Kellerverlies gefangen gehalten, können aber letztendlich selbst fliehen. Der Täter flieht und verbringt die letzte Zeit mit einem Bekannten. Am Ende begeht er an einer Bahnstrecke Suizid. Es gibt aber Zweifel an dieser Version, weil die Verletzungen nicht ganz dazu passen.
Inkasso-Heinzis Pontiac Firebird, mit dem Bibi Fellner unterwegs ist, kommt eine tragende Rolle zu, da er immer wieder ausfällt.